# Skreflufjall
Skreflufjall är ett berg i republiken Island. Det ligger i regionen Västfjordarna, 200 km norr om huvudstaden Reykjavík. Toppen på Skreflufjall är 776 meter över havet, eller 214 meter över den omgivande terrängen. Bredden vid basen är 1,9 km.
Det finns inga samhällen i närheten.